# Museo della Rivoluzione coreana
Il Museo della Rivoluzione Coreana (in coreano: 조선혁명박물관) è un museo nordcoreano situato nella capitale Pyongyang. È stato fondato il 1 agosto 1948, quando il paese era ancora sotto l'amministrazione sovietica, e ospita una grande mostra di oggetti legati a Kim Il-sung e al movimento rivoluzionario coreano. Si trova appena dietro il Grande monumento Mansudae ed è adiacente al Palazzo del Congresso Mansudae, sede dell'Assemblea popolare suprema, l'organo legislativo unicamerale della Corea del Nord.
Il Museo della Rivoluzione Coreana comprende opere che vanno dal 1860 fino ai giorni nostri. Dispone di 90 stanze che contengono, oltre a degli oggetti appartenuti a Kim Il-sung e alla sua famiglia, armi e documenti di varie battaglie storiche, soprattutto di quelle che hanno portato all'indipendenza della Corea e del conflitto che ha colpito la penisola negli anni cinquanta.Con i suoi 240.000 metri quadrati, è anche uno dei musei più grandi al mondo. Nel corso del governo di Kim Jong-un l'edificio fu restaurato e migliorato più volte. L'ultimo di questi riadattamenti è avvenuto nel 2017.